# Futbol'nyj Klub Charkiv
Il Futbol'nyj Klub Charkiv (in ucraino Футбольний Клуб Харків?) è stata una società di calcio di Charkiv, in Ucraina. Lo Stadio Metalist, che ospita le partite interne, ha una capacità di 30.305 spettatori.

## Storia
Il club venne fondato nel 1998 come Arsenal Charkiv per poi cambiare nome nel 2005, assumendo la denominazione attuale, dopo la promozione nel massimo campionato ucraino.

## Allenatori
| - Hennadij Lytovčenko (2005-2006) - Volodymyr Kulajev (2006) - Volodymyr Bezsonov (2006-) |

## Piazzamenti recenti
| Stagione | Serie      | Pos. | Gioc. | V | P | S  | GF | GS | P  | Coppa      |
| -------- | ---------- | ---- | ----- | - | - | -- | -- | -- | -- | ---------- |
| 2005-06  | Premier L. | 13   | 30    | 9 | 6 | 15 | 29 | 36 | 33 | Sedicesimi |
| 2006-07  | Premier L. | 12   | 30    | 8 | 9 | 13 | 26 | 38 | 33 | Ottavi     |

## Palmarès

### Altri piazzamenti
- Perša Liha:

Secondo posto: 2004-2005